# 饶雪漫
饶雪漫（1972年12月11日—），女，四川自贡人，1994年毕业于四川理工学院人文学院文学系，中国当代作家、编剧，其文学作品用字优美、故事动人、风格多变，作品主要以三大主题“青春爱情系列”、“青春疗伤系列”、“青春疼痛系列”，因此被誉为“青春文学掌门人”。

## 生平
饶雪漫的写作生涯始于少儿文学，后从14岁起致力于青春文学，怀着一颗17岁的心态一直专注于写“17岁的文字”。
饶雪漫与伍美珍、郁雨君成立国内第一个作家组合“花衣裳”，并且担任江苏省《少年文艺》编辑、镇江人民广播电台节目部主持人。
饶雪漫已经出版作品三十余部。她的作品故事宛然优美，风格自然。经常登上全国各地畅销书排行榜，并被读者称为“文字女巫”。因为主要讲述青少年的感情，其作品也被冠以“青春疼痛文学”的称谓。

## 代表作
- 《小妖的金色城堡》
- 《校服的裙摆》
- 《左耳》
- 《左耳终结》
- 《离歌》
- 《十年》
- 《沙漏》

## 編劇
- 2015年《会痛的17岁》網絡劇
- 2017年《秘果》電影、網絡劇
- 2017年《左耳》電影、電視劇
- 2019年《大约在冬季》电影